# Alabastro (sous-marin)
Le Alabastro est un sous-marin italien de la classe Platino (sous-classe de la Serie 600) utilisé par la Regia Marina pendant la Seconde Guerre mondiale.

## Conception et description
Les sous-marins de la classe Platino (également connu sous la classe Acciaio) sont le dernier développement du type 600 comportant des améliorations par rapport à la série précédente, notamment en ce qui concerne les équipements et les aménagements internes, telles qu'une tourelle inférieure pour améliorer la stabilité et réduire la silhouette. Dans l'ensemble, même les bateaux de cette série donnent de bons résultats malgré toutes les limitations imposées par la mauvaise qualité des matériaux utilisés dans la construction en raison de difficultés d'approvisionnement, un défaut commun de la construction italienne de la période de la guerre. 
Les sous-marins de la classe Platino ont été conçus comme des versions améliorées de la précédente classe Adua. Ils déplacent 697 tonnes en surface et 850 tonnes en immersion. Les sous-marins mesurent 60,18 mètres de long, ont une largeur de 6,44 mètres et un tirant d'eau de 4,78 mètres.
Pour la navigation de surface, les sous-marins sont propulsés par deux moteurs diesel de 700 chevaux (522 kW), chacun entraînant un arbre d'hélice. En immersion, chaque hélice est entraînée par un moteur électrique de 400 chevaux-vapeur (298 kW). Ils peuvent atteindre 14 nœuds (26 km/h) en surface et 7,3 nœuds (13,5 km/h) sous l'eau. En surface, la classe Platino possède une autonomie de 5 000 milles nautiques (9 300 km) à 8,5 nœuds (15,7 km/h), en immersion, elle a une autonomie de 80 milles nautiques (150 km) à 3 nœuds (5,6 km/h).
Les sous-marins sont armés de six tubes torpilles internes de 53,3 cm, quatre à l'avant et deux à l'arrière. Ils sont également armés d'un canon de pont de 100 mm pour le combat en surface. L'armement antiaérien léger varie et peut consister en une ou deux mitrailleuses de 20 mm ou une ou deux paires de mitrailleuses de 13,2 mm.

## Histoire
Le Alabastro est commandé pour  le chantier naval de CRDA à Monfalcone en Italie. La pose de la quille est effectuée le 12 mars 1941, le Alabastro est lancé le 18 décembre 1941 et mis en service le 9 mai 1942.
Une fois sa mise en service terminée, la formation de l'équipage se déroule à un rythme rapide afin de rendre le sous-marin rapidement opérationnel.
Le 13 septembre 1942, sous le commandement du tenente di vascello (lieutenant de vaisseau) Giuseppe Bonadies, il quitte Cagliari en Sardaigne pour sa première mission offensive, qui doit être menée entre Alger et Majorque,, mais disparait avant sa destination et il n'y a plus jamais de nouvelles à ce sujet.
Le commandant Giuseppe Bonadies, 4 autres officiers et 39 sous-officiers et marins ont disparu avec le sous-marin.
Dans l'après-guerre, on découvre que le 14 septembre à 16h20, au nord de Béjaïa en Algérie, un hydravion Short Sunderland appartenant à la 202e escadre de la Royal Air Force a attaqué en surface un sous-marin naviguant vers l'ouest, le faisant couler,.
Le Alabastro a effectué une seule offensive et 4 missions d'exploration, pour un total de  1 554 milles nautiques de navigation, toutes en surface.